# Radio 1212
Radio 1212 is de naam die de samenwerking aanduidt van verschillende Vlaamse radiozenders voor een goed doel: het consortium 1212, een verzameling van zeven humanitaire hulporganisaties. Een eerste editie vond plaats in 2005 naar aanleiding van de zeebeving in de Indische Oceaan, een tweede editie in januari 2010 rond de aardbeving in Haïti en een derde editie door de oorlog in Oekraïne in maart 2022. De naam verwijst een rekeningnummer. In Nederland is er het vergelijkbare Radio 555. Deze zamelt geld in voor dezelfde goede doelen als Radio 1212.

## Edities

### 2005
Radio 1212 is de naam van de samenwerking van drie Vlaamse radiozenders (Q-Music, Donna, 4FM) ten voordele van Tsunami 12-12. De samenwerking vond plaats op 14 januari 2005, dezelfde dag van de grote televisieshow Tsunami 1212 op TV1 en VTM. Tussen 6 en 19 uur konden bedrijven platen aanvragen bij de zenders in ruil voor een bijdrage van minstens 250 euro aan de Tsunami 1212-actie. Ook werden er sms-acties op touw gezet om geld in te zamelen. De Radio 1212-actie bracht uiteindelijk meer dan 300.000 euro op.

### 2010
Op 22 januari 2010 was er een nieuwe editie van Radio 1212, naar aanleiding van de aardbeving in Haïti. In tegenstelling tot de actie in 2005, werd er dit keer één gemeenschappelijke uitzending gemaakt vanop een podium op de Groenplaats in Antwerpen en die te beluisteren was op Studio Brussel, MNM, JOE fm, Q-music en Radio 2. Ook deze keer konden luisteraars via SMS naar 4666 hun bijdrage leveren. Dit leverde in totaal 227.258 euro op.
- 08u-10u: Wim Oosterlinck (Q-music) en Ilse Van Hoecke (Radio 2)
- 10u-12u: Bert Geenen (JOE fm) en Siska Schoeters (Studio Brussel)
- 12u-14u: Sven Ornelis (Q-music) en Anja Daems (Radio 2)
- 14u-16u: Tomas De Soete (Studio Brussel) en Cathérine Van Doorne (Radio 2)
- 16u-18u: Kürt Rogiers (Q-music) en Ann Reymen (MNM)
- 18u-20u: Leen Demaré (JOE fm) en Peter Van de Veire (MNM)

Live optredens waren er van Tom Helsen, Admiral Freebee, Luc De Vos, Absynthe Minded, Sylver, Lady Linn, Clouseau, Guy Swinnen, Jasper Erkens en Will Tura. 

### 2022
Op 17 maart 2022 werkten Radio 2, Qmusic, MNM, Nostalgie, Studio Brussel en Joe opnieuw samen, deze keer ten voordele van de slachtoffers van de oorlog in Oekraïne. Net als in 2010 was er één gemeenschappelijke uitzending vanop een podium op de Groenplaats in Antwerpen die op alle zenders tegelijkertijd te beluisteren was. 's Avonds was er ook een tv-show die tegelijk op Eén, VTM en Play4 te zien was. De hele dag bracht in totaal 17.778.315 euro op. 
- 06u-08u: Ann Reymen (Radio 2) en Sven Ornelis (Joe)
- 08-10u: Dorothee Dauwe (Qmusic) en Peter Van de Veire (MNM)
- 10u-12u: Fien Germijns (Studio Brussel) en Anke Buckinx (Joe)
- 12u-14u: Siska Schoeters (Radio 2) en Maarten Vancoillie (Qmusic)
- 14u-16u: Astrid Philips (Nostalgie) en Sander Gillis (MNM)
- 16u-18u: Pien Lefranc (Studio Brussel) en Vincent Fierens (Qmusic)
- 18u-21u: Ann Van Elsen (Joe) en Bjorn Verhoeven (Nostalgie)

Live optredens waren er van Niels Destadsbader, Laura Tesoro, Jaap Reesema, Pommelien Thijs, Camille Dhont, Lize Feryn en Aster Nzeyimana, Bart Peeters, Meau en Novastar.